# بوب أرمسترونغ (سياسي)
بوب أرمسترونغ (بالإنجليزية: Bob Armstrong)‏ هو محامي وضابط وسياسي أمريكي، ولد في 7 نوفمبر 1932 في أوستن في الولايات المتحدة، وتوفي بنفس المكان في 28 فبراير 2015. حزبياً، نشط في الحزب الديمقراطي. وقد انتخب عضو مجلس نواب تكساس.